# Iolanda Oanță
Iolanda Oanță (n. 11 octombrie 1965, București, România) este o fostă atletă română, specializată în alergări pe distanță scurtă.

## Biografie
Bucureșteanca a fost legitimată la Rapid București și pregătită de Mihai Zaharia. A reprezantat România la Finala B a Cupei Europei din 1987 unde a câștigat cursa de 200 m. În 1989 a ocupat locul 9 la 400 m la Campionatul Mondial în sală. La Campionatul European în sală din 1990 de la Glasgow ea a cucerit medalia de argint la 400 m în urma rusoaicei Marina Șmonina. La Campionatul Mondial în sală din 1991 s-a clasat pe locul 9.
În anul 1992 ea a devenit din nou vicecampioana europeană, de data aceasta la 200 m în urma rusoaicei Oksana Stepiceva la Campionatul European în sală de la Genova. În același an a participat la Jocurile Olimpice. La Barcelona a ajuns în proba de 200 m în sferturi. La Campionatul Mondial în sală din 1993 a luat startul în proba de triplusalt dar nu a reușit să se califice în finală.
Iolanda Oanță este multiplă campioană națională în probele de 100 m, 200 m și 400 m și deține recordurile naționale în probele de 60 m în sală și 4x200 m în sală.
În 1986 a primit titlul de Maestră a Sportului. În 2004 ea a fost decorată cu Medalia „Meritul Sportiv” clasa I.

## Realizări
| An   | Competiție                           | Locație               | Loc     | Eveniment  | Note    |
| ---- | ------------------------------------ | --------------------- | ------- | ---------- | ------- |
| 1989 | Campionatul Mondial în sală          | Budapesta, Ungaria    | 9 (sf)  | 400 m      | 52,93   |
| 1990 | Campionatul European în sală         | Glasgow, Regatul Unit | 2       | 400 m      | 52,22   |
| 1991 | Campionatul Mondial în sală          | Sevilla, Spania       | 9 (sf)  | 400 m      | 53,40   |
| 1992 | Campionatul European în sală         | Genova, Italia        | 2       | 200 m      | 23,23   |
| 1992 | Campionatul European în sală         | Genova, Italia        | 6       | 400 m      | NS      |
| 1992 | Jocurile Olimpice                    | Barcelona, Spania     | 27 (sf) | 200 m      | 23,75   |
| 1993 | Campionatul Mondial în sală din 1993 | Toronto, Canada       | 13 (c)  | triplusalt | 13,32 m |

## Recorduri personale
| Probă           | Performanță | Dată              | Locație   |
| --------------- | ----------- | ----------------- | --------- |
| 200 m           | 22,70       | 14 iunie 1987     | București |
| 400 m           | 50,55       | 13 august 1988    | Pitești   |
| 60 m în sală    | 7,22 RN     | 7 februarie 1992  | București |
| 200 m în sală   | 23,20       | 1 martie 1992     | Genova    |
| 400 m în sală   | 52,22       | 4 martie 1990     | Glasgow   |
| 4×200 m în sală | 1:40,27 RN  | 16 februarie 1991 | Bacău     |
| Triplusalt      | 13,93 m     | 23 ianuarie 1993  | Bacău     |